# Lissonota leptalea
Lissonota leptalea là một loài tò vò trong họ Ichneumonidae.